# Matteo Carrara
Matteo Carrara (Alzano Lombardo, 25 de marzo de 1979) es un ciclista italiano. Debutó como profesional en 2001, de la mano del equipo Colpack-Astro.
Ha conseguido algunas victorias como profesional pero todas de escasa relevancia en el panorama internacional. Una de sus mejores actuaciones fue en el Tour de Francia 2008 donde consiguió un notable puesto 34 en la general final.
El 7 de diciembre de 2012 anunció su retirada del ciclismo tras doce temporadas como profesional y con 33 años de edad.

## Palmarés
2000
- Giro del Medio Brenta
- Tour de Mainfranken

2003
- Criterium de los Abruzzos
- 1 etapa de la Vuelta a Austria
- 2 etapas de la Vuelta al Lago Qinghai

2009
- Circuito de Lorena

2010
- Tour de Luxemburgo

## Resultados en Grandes Vueltas
| Carrera | Carrera         | 2001  | 2002 | 2003  | 2004 | 2005 | 2006 | 2007 | 2008 | 2009 | 2010 | 2011  | 2012 |
| ------- | --------------- | ----- | ---- | ----- | ---- | ---- | ---- | ---- | ---- | ---- | ---- | ----- | ---- |
|         | Giro de Italia  | 111.º | 81.º | F. c. | —    | —    | —    | —    | —    | —    | —    | 16.º  | 96.º |
|         | Tour de Francia | —     | —    | —     | —    | —    | —    | —    | 34.º | —    | —    | —     | —    |
|         | Vuelta a España | —     | —    | —     | —    | —    | Ab.  | —    | —    | 37.º | —    | 146.º | —    |

—: no participa 
Ab.: abandono
F. c.: fuera de control

## Equipos
- Team Polti (stagiaire) (2000)
- Colpack-Astro (2001-2002)
- De Nardi-Colpack-Astro (2003)
- Lampre (2004)
- Barloworld (2005)
- Lampre-Fondital (2006)
- Unibet.com (2007)
- Quick Step (2008)
- Vacansoleil (2009-2012)
  - Vacansoleil (2009-2010)
  - Vacansoleil-DCM (2011-2012)